# Glororum
Glororum är en ort i civil parish Bamburgh, i grevskapet Northumberland i England. Orten är belägen 20 km från Alnwick. Glororum var en civil parish 1866–1955 när det uppgick i Bamburgh. Civil parish hade 13 invånare år 1951.